# Brungrå högstjärt
Brungrå högstjärt, Clostera anastomosis, är en fjärilsart som beskrevs av Carl von Linné 1758. Brungrå högstjärt ingår i släktet Clostera och familjen tandspinnare, Notodontidae. Enligt den svenska rödlistan är arten nära hotad, NT, i Sverige. Arten förekommer i Sverige sällsynt från Skåne till Gästrikland. En underart finns listad i Catalogue of Life, Clostera anastomosis tristis Staudinger, 1887.

## Bildgalleri

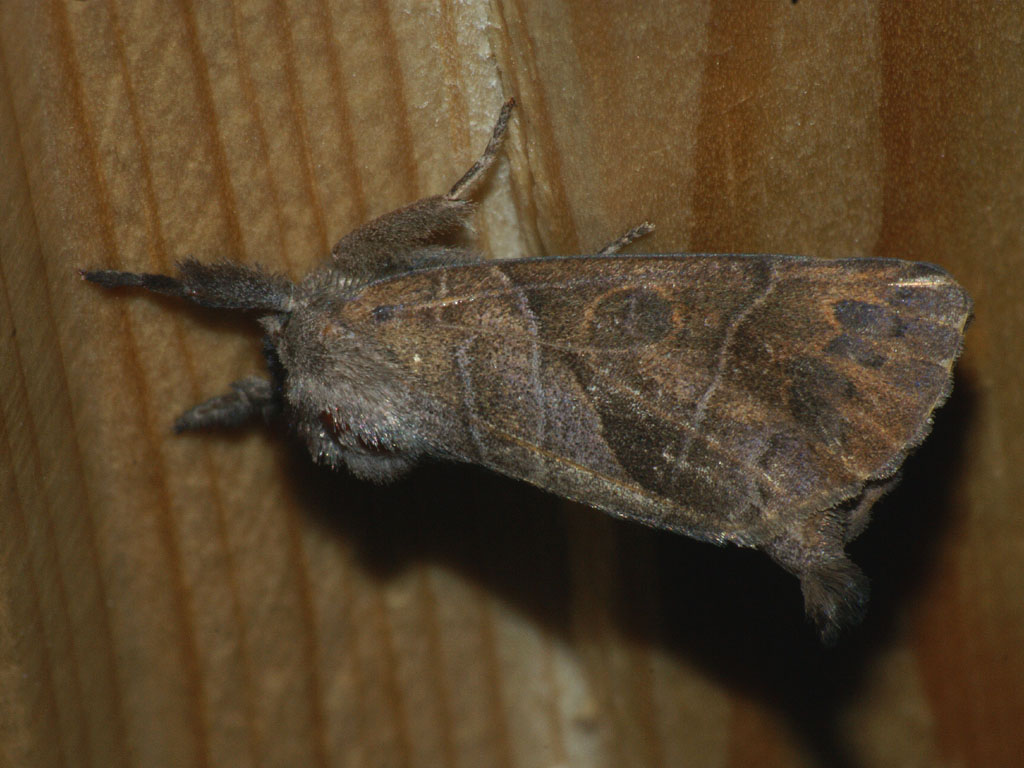
Imago fjäril
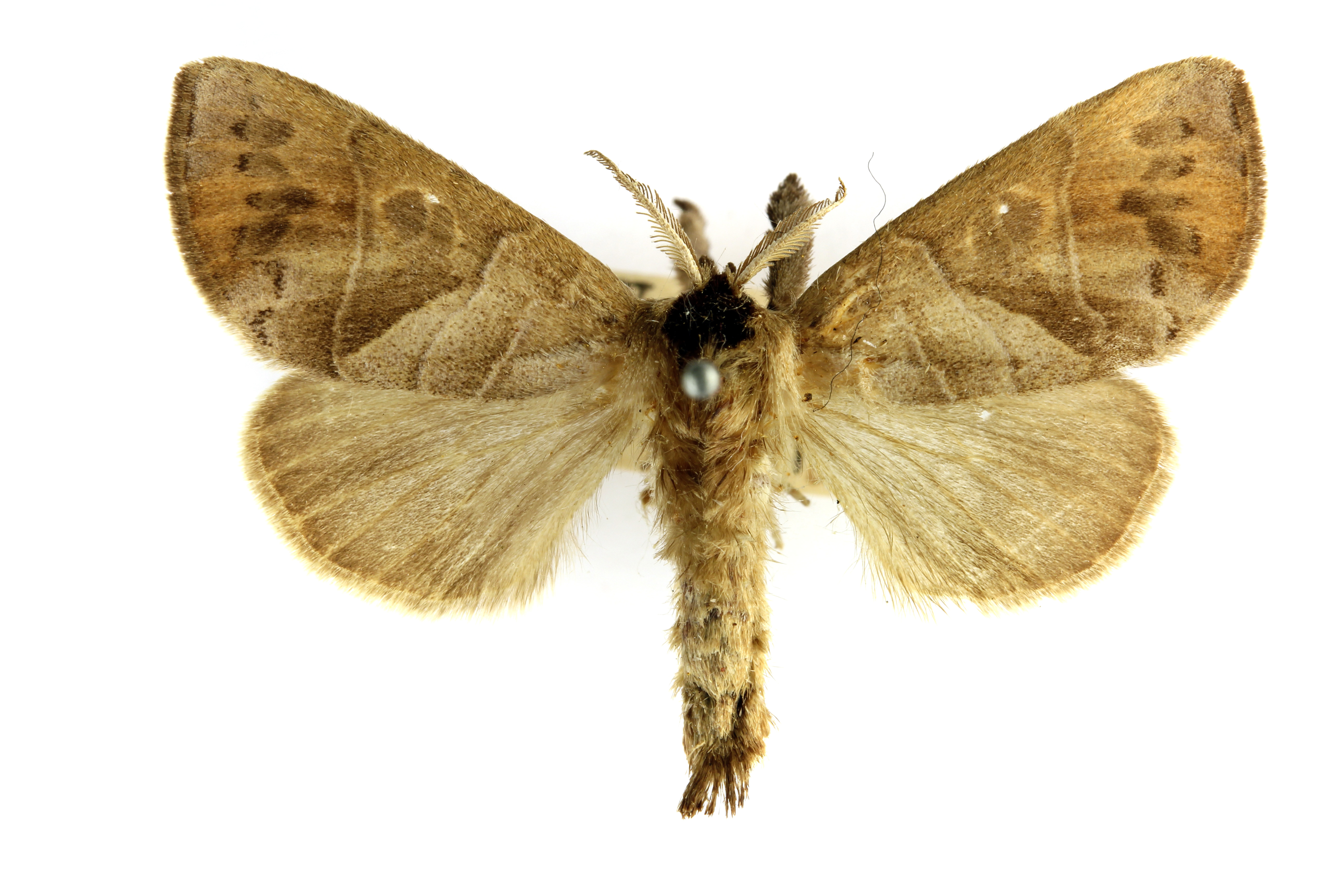
Preparerad (uppnålad) imago fjäril (hane)
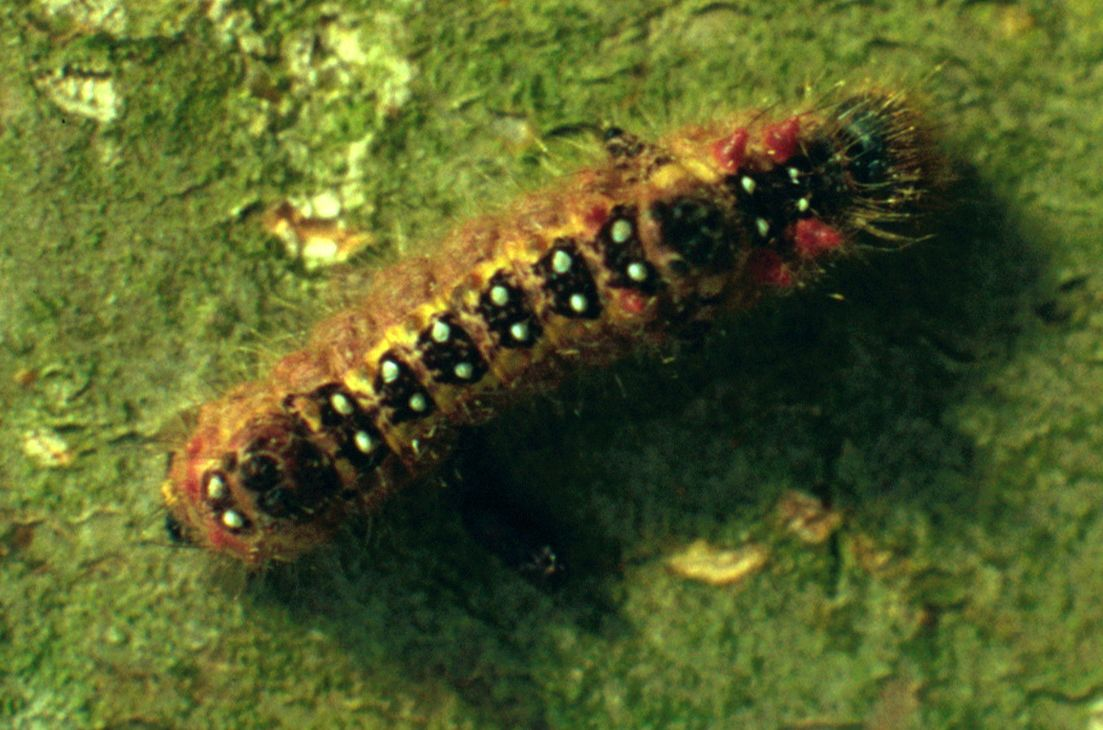
Fjärilens larv